# RPG-27
Le RPG-27 est un lance-roquettes jetable soviétique à un coup.

## Histoire
Le RPG-27 Tavolga (« herbe des prés ») a été développé par l'entreprise de recherche et de production d'État, Bazalt, en tant que lance-roquettes antichars moderne conçu pour vaincre les chars modernes et futurs avec un blindage réactif et composite avancé ainsi qu'une position d'infanterie fortifiée. Le RPG-27 a été développé par l'Union soviétique à partir du RPG-26.

## Description
Le RPG-27 partage une ressemblance étroite avec le RPG-26 précédent en ce sens qu'il s'agit d'un lance-roquettes antichars jetable portable avec une capacité de tir unique. Le RPG-27 a un diamètre plus grand que le RPG-26, ce qui permet au RPG-27 d'atteindre des performances de pénétration de blindages plus élevées. La cartouche stabilisée à ailettes RPG-27 est une d'ogive HEAT à charge tandem de 105 mm d'une portée de 200 mètres.

## Variantes

### RShG-1
Le Tavolga-1 (Таволга-1) est une variante du RPG-27 à ogive thermobarique. Il est destiné à être utilisé contre les véhicules pas ou légèrement blindés, les bâtiments, les installations militaires et l'infanterie. Le RShG-1 est très similaire en fonctionnement au RPG-27. Il a un rayon létal de 10 mètres et une portée de visée plus large de 600 mètres. L'ogive contient 1,9 kg de mélange thermobarique, avec un rendement explosif à peu près égal à celui de 8 kg de TNT. Officiellement adopté par le gouvernement russe en décembre 2011.

### RMG
RMG , est une variante plus petite et polyvalente du RShG-1 qui est optimisée pour le rôle de briseur de bunker et pour vaincre les véhicules légers et l'infanterie à couvert. En conséquence, ses performances de pénétration contre le blindage des chars sont réduites.
Le lanceur porte une ogive tandem. L'ogive antichar hautement explosive précurseur (HEAT) pénètre le blindage ou d'autres obstacles (béton armé, maçonnerie, etc. ). L'ogive principale crée un fin nuage explosif et pénètre à l'intérieur par le trou percé par la charge précurseur. La détonation de l'explosif à ogive principale a de multiples effets (hautement explosif et incendiaire).

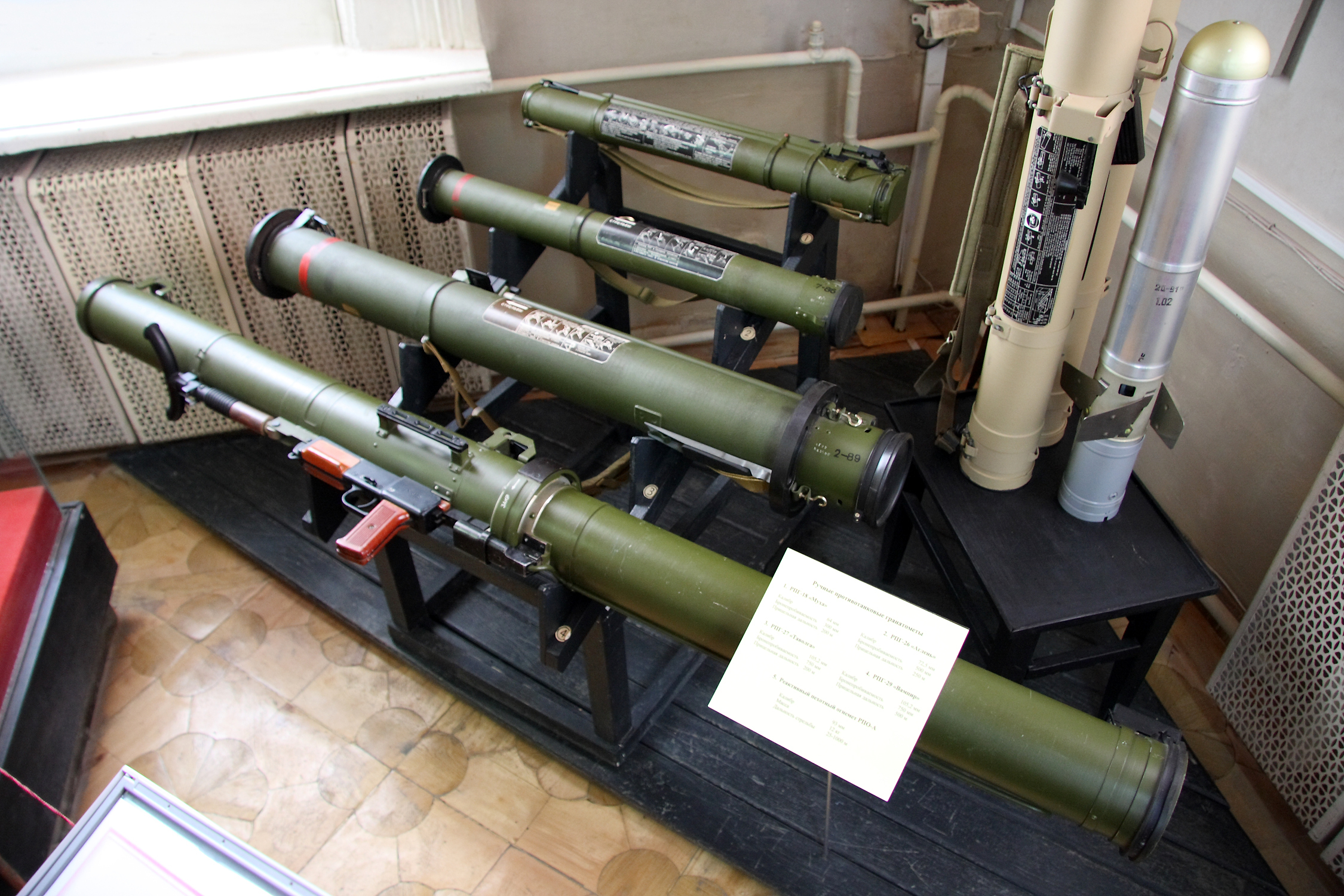
RPG-27 2eme lance-roquette en partant du bas. Collections de RPG au musée d'Etat des Armes de Toula

Le lance-roquettes RMG (« RMG » signifie « Reaktivnaya Mnogotselevaya Granata » ou grenade multi-usage propulsée par fusée) a été développé par Bazalt au début des années 2000. La désignation du nouveau lance-roquettes est la désignation de sa cartouche. Le projet de conception a été supervisé par le célèbre designer S. Kh. Irtouganov. Officiellement adopté par le gouvernement russe en décembre 2011.

## Opérateurs

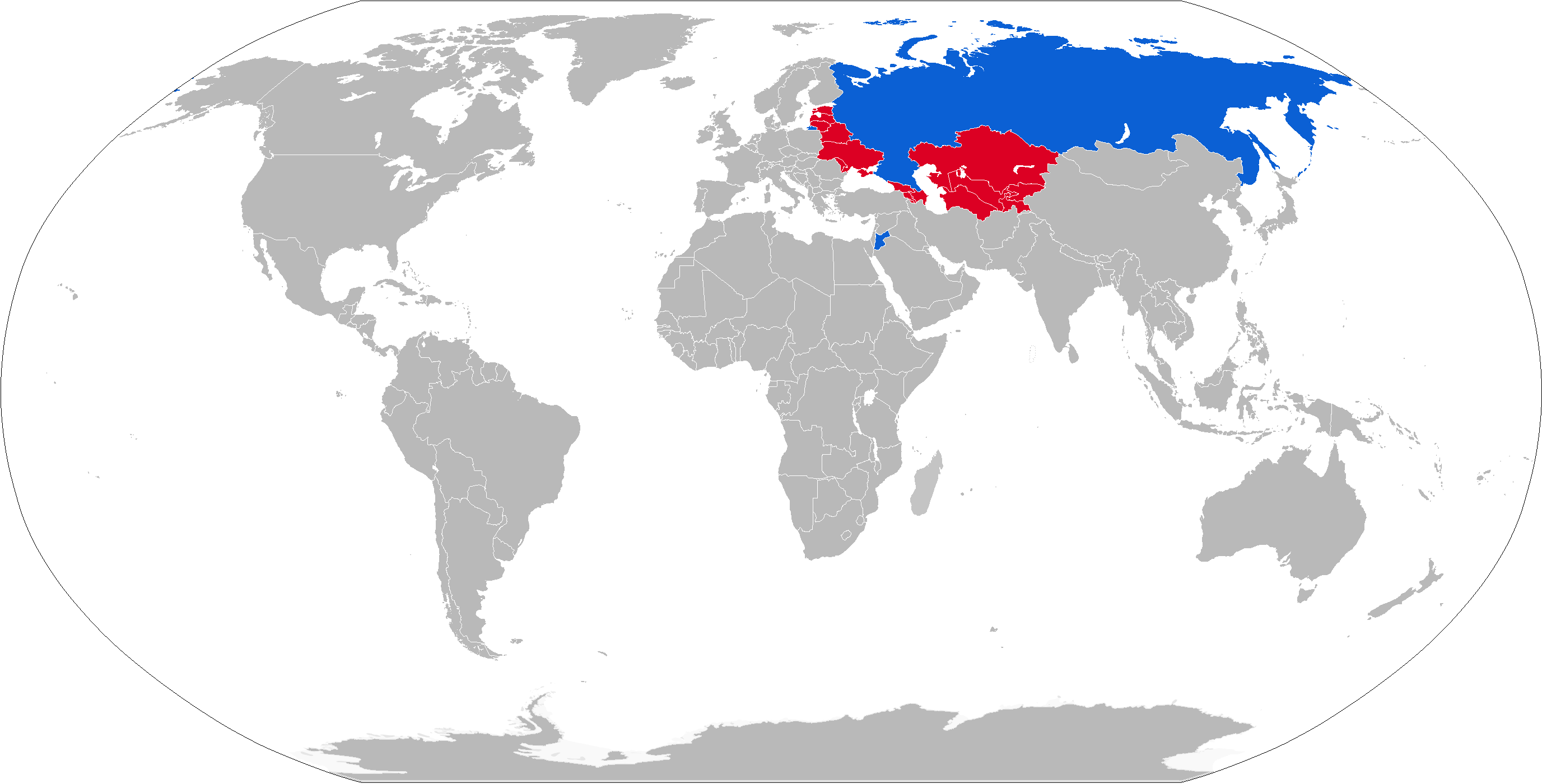
Carte avec les opérateurs RPG-27 en bleu et les anciens opérateurs en rouge

### Opérateurs actuels
- Jordanie
- Russie
- Transnistrie[7]
- République populaire de Donetsk
- République populaire de Lougansk[8]

### Anciens opérateurs
- URSS